# Scolopendra sumichrasti
Scolopendra sumichrasti är en mångfotingart som beskrevs av Henri Saussure 1860. Scolopendra sumichrasti ingår i släktet Scolopendra och familjen Scolopendridae. Inga underarter finns listade i Catalogue of Life.